# Ulrich de Maizière
Ulrich de Maizière (født 24. februar 1912 i Stade, død 26. august 2006 i Bonn) var en tysk general. Han var generalinspektør (dvs. generalstabschef) for det tyske forsvar fra 1966 til 1972 og præsident for Clausewitz-Gesellschaft, en militær forening, mellem 1976 og 1982.
De Maizière begyndte i 1930 at studere på militærakademiet. Han blev løjtnant i 1933 og gjorde under Anden Verdenskrig tjeneste på forskellige fronter fra 1939; ved krigens slutning var han avanceret til oberstløjtnant og tilknyttet OKW-staben. Efter to års krigsfangenskab blev han løsladt i 1947. I 1950'erne spillede han en vigtig rolle under den tyske genoprustning og blev 1955 forfremmet til oberst. Senere blev han forfremmet til general. I 1966 overtog han det højeste embede i det tyske forsvar som generalinspektør.
De Maizière tilhøre en fransk huguenottisk adelsslægt, der slog sig ned i Preussen under de franske forfølgelser af huguenotter. Hans søn Thomas de Maizière er CDU-politiker medlem af Angela Merkels regering. Maizières bror Clemens de Maizière var advokat og en fremstående CDU-politiker i DDR; dennes søn er den konservative politiker Lothar de Maizière, DDR's sidste regeringsleder.